# Ballspielverein Borussia 09 Dortmund 2013-2014
Questa voce raccoglie le informazioni riguardanti il Ballspielverein Borussia 09 Dortmund nelle competizioni ufficiali della stagione 2013-2014.

## Stagione
Il Borussia Dortmund comincerà la stagione 2013-2014 forte dei due 2º posti conquistati nella scorsa stagione in Fußball-Bundesliga e in UEFA Champions League, in entrambi i casi arrivato dietro ai connazionali del Bayern Monaco. Disputerà dunque la 1.Fußball-Bundesliga per la 47ª volta, tra l'altro la 38ª consecutiva. Prenderà inoltre parte alla UEFA Champions League per la 13ª volta, alla 71ª edizione della DFB-Pokal e alla DFL-Supercup per la 7ª volta.

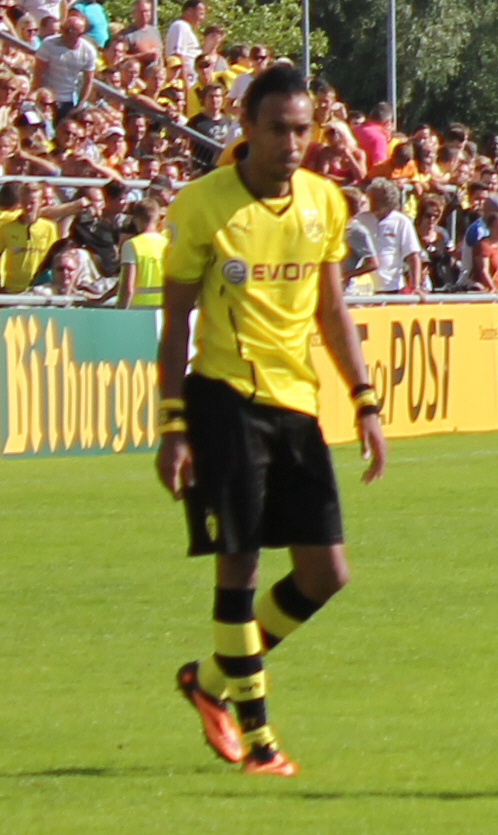
Aubameyang con la maglia del club di Dortmund

La cessione del giovane talento tedesco Mario Götze ai rivali bavaresi per l'intera cifra della clausola rescissoria (37 milioni di euro) spinge la dirigenza a rinforzarsi per la nuova stagione e a reinvestire la rimpinguata disponibilità economica in due nuovi giocatori d'attacco: il trequartista armeno Henrix Mxit'aryan, acquistato dallo Shakhtar Donetsk per poco più di 27 milioni di euro, e la punta gabonese Pierre-Emerick Aubameyang dai francesi del Saint-Étienne per 13 milioni di euro. Le partenze in difesa di Patrick Owomoyela, a fine contratto, e di Felipe Santana, destinato allo Schalke 04 per 1 milione di euro, costituiscono le motivazioni per l'approdo in maglia giallo-nera del greco Sōkratīs Papastathopoulos dal Werder Brema, pagato quasi 10 milioni di euro. Anche Leonardo Bittencourt, dopo appena un anno a Dortmund, e Moritz Leitner fanno le valigie, ceduti rispettivamente all'Hannover 96 per quasi 3 milioni di euro e allo Stoccarda in prestito oneroso.
Infine Lasse Sobiech, Julian Koch e Daniel Ginczek, i tre giocatori facenti ritorno dal prestito, sono prontamente ceduti a titolo definitivo rispettivamente all'Amburgo, al Magonza e al Norimberga, per un ricavo complessivo di 3,3 milioni di euro.
La stagione ufficiale per gli uomini del riconfermato Jürgen Klopp si apre nel migliore dei modi con la conquista della quarta Supercoppa di Germania della storia del club: il 27 luglio, allo stadio Signal Iduna Park di Dortmund, si impongono per 4-2 sul Bayern Monaco del neo-allenatore Pep Guardiola con le reti di Reus (doppietta), Gündoğan e un autogol di van Buyten.
Molto positivi si rivelano anche gli esordi nelle due competizioni nazionali, il campionato e la coppa di Germania: il primo è impreziosito da cinque vittorie consecutive contro Augusta (4-0), Eintracht Braunschweig (2-1), Werder Brema (1-0), Eintracht Francoforte (2-1) e Amburgo (6-2), mentre il secondo vede il successo in trasferta per 3-0 contro il Wilhelmshaven, squadra militante in Regionalliga Nord.
All'ottava giornata di campionato il Borussia Dortmund perde il derby con il Borussia Mönchengladbach per 2-0 nonostante la squadra di Jürgen Klopp abbi dominato tutta la partita.
Il sorteggio per gli accoppiamenti dei gironi di UEFA Champions League che ha avuto luogo a Monaco il 29 agosto pone il Borussia Dortmund nel gruppo F assieme a Arsenal, Olympique Marsiglia e Napoli.
Esordisce in Champions league il 18/09/2013 allo stadio San Paolo Di Napoli dove perse per 2-1 sfidando il nuovo Napoli di Rafa Benitez
Il 22 ottobre 2013 centra una storica e importantissima vittoria per il passaggio del girone in casa dell'Arsenal di Arsène Wenger per 1-2. L'11 dicembre 2013 grazie alla vittoria per 2-1 sul campo del Marsiglia in Francia vince il girone di ferro della Champions League 2013/2014 davanti ad Arsenal, Napoli e appunto Marsiglia.

## Maglie e sponsor
Lo sponsor ufficiale della squadra durante la stagione calcistica 2013-2014 sarà ancora, per l'ottavo anno consecutivo, Evonik, mentre la Puma continua a essere il fornitore e sponsor tecnico del Borussia Dortmund anche per questa stagione, la seconda consecutiva.
| Casa | Trasferta | Terza divisa |

## Orgnaingramma societario
Organigramma dell'area sportiva, tratto dal sito ufficiale, aggiornato al 1º luglio 2013.
Area tecnica
- Direttore sezione calcio: Hans-Joachim Watzke
- Allenatore: Jürgen Klopp
- Assistenti allenatore: Željko Buvač, Peter Krawietz
- Allenatore dei portieri:Wolfgang de Beer
- Preparatori atletici: Andreas Schlumberger, Andreas Beck, Florian Wangler

Area sanitaria
- Responsabile:Dr. Markus Braun
- Fisioterapisti:Peter Kuhnt, Thorben Voeste, Thomas Zetzmann
- Kit Manager: Frank Gräfen

## Rosa
Rosa, numerazione e ruoli, tratti dal sito ufficiale, sono aggiornati al 5 settembre 2013.
| N. |                     | Ruolo | Calciatore                    |
| -- | ------------------- | ----- | ----------------------------- |
| 1  | Germania (bandiera) | P     | Roman Weidenfeller (capitano) |
| 2  | Germania (bandiera) | D     | Manuel Friedrich              |
| 4  | Serbia (bandiera)   | D     | Neven Subotić                 |
| 5  | Germania (bandiera) | C     | Sebastian Kehl                |
| 6  | Germania (bandiera) | C     | Sven Bender                   |
| 7  | Germania (bandiera) | C     | Jonas Hofmann                 |
| 8  | Germania (bandiera) | C     | İlkay Gündoğan                |
| 9  | Polonia (bandiera)  | A     | Robert Lewandowski            |
| 10 | Armenia (bandiera)  | C     | Henrix Mxit'aryan             |
| 11 | Germania (bandiera) | A     | Marco Reus                    |
| 14 | Serbia (bandiera)   | C     | Miloš Jojić                   |
| 15 | Germania (bandiera) | D     | Mats Hummels                  |
| 16 | Polonia (bandiera)  | C     | Jakub Błaszczykowski          |
| 17 | Gabon (bandiera)    | A     | Pierre-Emerick Aubameyang     |

| N. |                      | Ruolo | Calciatore                |
| -- | -------------------- | ----- | ------------------------- |
| 18 | Turchia (bandiera)   | C     | Nuri Şahin                |
| 19 | Germania (bandiera)  | D     | Kevin Großkreutz          |
| 20 | Australia (bandiera) | P     | Mitchell Langerak         |
| 21 | Germania (bandiera)  | C     | Oliver Kirch              |
| 23 | Germania (bandiera)  | A     | Julian Schieber           |
| 24 | Germania (bandiera)  | D     | Marian Sarr               |
| 25 | Grecia (bandiera)    | D     | Sōkratīs Papastathopoulos |
| 26 | Polonia (bandiera)   | D     | Łukasz Piszczek           |
| 29 | Germania (bandiera)  | D     | Marcel Schmelzer          |
| 30 | Turchia (bandiera)   | D     | Koray Günter              |
| 33 | Germania (bandiera)  | P     | Zlatan Alomerović         |
| 34 | Germania (bandiera)  | A     | Marvin Ducksch            |
| 37 | Germania (bandiera)  | D     | Erik Durm                 |

## Calciomercato

### Sessione estiva
| Acquisti | Acquisti                  | Acquisti       | Acquisti                                 |
| R.       | Nome                      | da             | Modalità                                 |
| -------- | ------------------------- | -------------- | ---------------------------------------- |
| P        | Johannes Focher           | Sturm Graz     | svincolato                               |
| D        | Sōkratīs Papastathopoulos | Werder Brema   | definitivo (9,5 mln €)                   |
| D        | Lasse Sobiech             | Greuther Fürth | fine prestito                            |
| C        | Henrix Mxit'aryan         | Šachtar        | definitivo (27,5 mln €)                  |
| C        | Julian Koch               | Duisburg       | fine prestito                            |
| A        | Pierre-Emerick Aubameyang | Saint-Étienne  | definitivo (13 mln € + 2 mln € di bonus) |
| A        | Daniel Ginczek            | St. Pauli      | fine prestito                            |

| Cessioni | Cessioni             | Cessioni              | Cessioni                                       |
| R.       | Nome                 | a                     | Modalità                                       |
| -------- | -------------------- | --------------------- | ---------------------------------------------- |
| D        | Patrick Owomoyela    |                       | svincolato                                     |
| D        | Lasse Sobiech        | Amburgo               | definitivo (1,2 mln €)                         |
| D        | Felipe Santana       | Schalke 04            | definitivo (1 mln €)                           |
| C        | Mario Götze          | Bayern Monaco         | definitivo (37 mln €)                          |
| C        | Leonardo Bittencourt | Hannover 96           | definitivo (2,8 mln €)                         |
| C        | Julian Koch          | Magonza               | definitivo (0,6 mln €)                         |
| C        | Moritz Leitner       | Stoccarda             | prestito oneroso (0,5 mln €) a durata biennale |
| C        | Marvin Bakalorz      | Eintracht Francoforte | definitivo (75.000 €)                          |
| A        | Daniel Ginczek       | Norimberga            | definitivo (1,5 mln €)                         |

### Sessione invernale
| Acquisti | Acquisti    | Acquisti | Acquisti               |
| R.       | Nome        | a        | Modalità               |
| -------- | ----------- | -------- | ---------------------- |
| C        | Miloš Jojić | Partizan | definitivo (2,2 mln €) |

| Cessioni | Cessioni     | Cessioni    | Cessioni               |
| R.       | Nome         | a           | Modalità               |
| -------- | ------------ | ----------- | ---------------------- |
| D        | Koray Günter | Galatasaray | definitivo (2,5 mln €) |

## Risultati

### Fußball-Bundesliga

#### Girone d'andata
| Arbitro: | Knut Kircher |

|  |           |                                                 |
|  | Marcatori | 24’, 66’, 79’ Aubameyang 86’ (rig.) Lewandowski |

| Arbitro: | Peter Sippel |

|                             |           |           |
| Hofmann 75’ Reus 86’ (rig.) | Marcatori | 89’ Kratz |

| Arbitro: | Felix Zwayer |

|                 |           |  |
| Lewandowski 55’ | Marcatori |  |

| Arbitro: | Manuel Gräfe |

|            |           |                     |
| Kadlec 37’ | Marcatori | 11’, 57’ Mxit'aryan |

| Arbitro: | Tobias Welz |

|                                                                  |           |                        |
| Aubameyang 19’, 65’ Mxit'aryan 22’ Lewandowski 73’, 81’ Reus 74’ | Marcatori | 26’ Lam 49’ Westermann |

| Arbitro: | Knut Kircher |

|             |           |               |
| Nilsson 50’ | Marcatori | 37’ Schmelzer |

| Arbitro: | Markus Schmidt |

|                                                                |           |  |
| Reus 10’, 45+1’ (rig.) Lewandowski 58’, 70’ Błaszczykowski 79’ | Marcatori |  |

| Arbitro: | Manuel Gräfe |

|                              |           |  |
| Kruse 82’ (rig.) Raffael 86’ | Marcatori |  |

| Arbitro: | Peter Gagelmann |

|                |           |  |
| Reus 4’ (rig.) | Marcatori |  |

| Arbitro: | Knut Kircher |

|           |           |                                             |
| Meyer 62’ | Marcatori | 14’ Aubameyang 51’ Şahin 74’ Błaszczykowski |

| Arbitro: | Florian Meyer |

|                                                                        |           |            |
| Papastathopoulos 19’ Reus 22’ Lewandowski 54’, 56’, 72’ Aubameyang 81’ | Marcatori | 13’ Haggui |

| Arbitro: | Jochen Drees |

|                                |           |            |
| Ricardo Rodríguez 56’ Olić 69’ | Marcatori | 45+2’ Reus |

| Arbitro: | Manuel Gräfe |

|  |           |                                 |
|  | Marcatori | 66’ Götze 85’ Robben 87’ Müller |

| Arbitro: | Deniz Aytekin |

|                          |           |                                                     |
| Choupo-Moting 74’ (rig.) | Marcatori | 70’ Aubameyang 79’ (rig.), 90+4’ (rig.) Lewandowski |

| Arbitro: | Florian Meyer |

|  |           |         |
|  | Marcatori | 18’ Son |

| Arbitro: | Felix Zwayer |

|                            |           |                             |
| Schipplock 18’ Volland 37’ | Marcatori | 44’ Aubameyang 67’ Piszczek |

| Arbitro: | Peter Gagelmann |

|         |           |                       |
| Reus 7’ | Marcatori | 23’ Ramos 45’ Allagui |

#### Girone di ritorno
| Arbitro: | Tobias Welz |

|                       |           |                            |
| S.Bender 6’ Şahin 66’ | Marcatori | 56’ (aut.) S.Bender 72’ Ji |

| Arbitro: | Marco Fritz |

|            |           |                     |
| Kessel 54’ | Marcatori | 31’, 65’ Aubameyang |

| Arbitro: | Gunther Perl |

|             |           |                                                        |
| Aycicek 89’ | Marcatori | 26’, 85’ Lewandowski 41’, 62’ Mxit'aryan 48’ Friedrich |

| Arbitro: | Peter Sippel |

|                                                      |           |  |
| Aubameyang 10’, 21’ Lewandowski 47’ (rig.) Jojić 68’ | Marcatori |  |

| Arbitro: | Felix Brych |

|                                        |           |  |
| Jiráček 42’ Lasogga 58’ Çalhanoğlu 91’ | Marcatori |  |

| Arbitro: | Christian Dingert |

|                                            |           |  |
| Hummels 51’ Lewandowski 64’ Mxit'aryan 83’ | Marcatori |  |

| Arbitro: | Peter Gagelmann |

|  |           |          |
|  | Marcatori | 58’ Kehl |

| Arbitro: | Deniz Aytekin |

|           |           |                       |
| Jojić 77’ | Marcatori | 31’ Raffael 40’ Kruse |

| Arbitro: | Gunther Perl |

|  |           |                                      |
|  | Marcatori | 43’ Hummels 52’ Lewandowski 91’ Reus |

| Dortmund 25 marzo 2014, ore 20:00 CET 27ª giornata | Borussia Dortmund | 0 – 0 referto | Schalke 04 | Signal Iduna Park (77.600 spett.)\| Arbitro: \| Florian Meyer \| |
| Arbitro:                                           | Florian Meyer     |               |            |                                                                  |

| Arbitro: | Michael Weiner |

|                       |           |                        |
| Gentner 9’ Harnik 19’ | Marcatori | 30’, 68 rig’ (83) Reus |

| Arbitro: | Knut Kircher |

|                          |           |          |
| Lewandowski 51’ Reus 77’ | Marcatori | 34’ Olić |

| Arbitro: | Felix Zwayer |

|  |           |                                     |
|  | Marcatori | 20’ Mxit'aryan 49’ Reus 56’ Hofmann |

| Arbitro: | Markus Schmidt |

|                                                       |           |                  |
| Jojić 6’ Lewandowski 18’ Piszczek 56’ Reus 79’ (rig.) | Marcatori | 14’, 53’ Okazaki |

| Arbitro: | Gunther Perl |

|                        |           |                           |
| L.Bender 7’ Castro 35’ | Marcatori | 29’ Kirch 39’ (rig.) Reus |

| Arbitro: | Tobias Welz |

|                                            |           |                     |
| Großkreutz 29’ Mxit'aryan 31’ Piszczek 34’ | Marcatori | 5’ Firmino 66’ Süle |

| Arbitro: | Tobias Stieler |

|  |           |                                               |
|  | Marcatori | 41’, 81’ Lewandowski 44’ Jojić 82’ Mxit'aryan |

### Coppa di Germania
| Arbitro: | Benjamin Brand |

|  |           |                                            |
|  | Marcatori | 71’ Großkreutz 83’ Ducksch 90’ Lewandowski |

| Arbitro: | Michael Weiner |

|  |           |                                        |
|  | Marcatori | 105’ (rig.) Aubameyang 107’ Mxit'aryan |

| Arbitro: | Marco Fritz |

|  |           |                          |
|  | Marcatori | 19’ Schieber 43’ Hofmann |

| Arbitro: | Knut Kircher |

|  |           |                |
|  | Marcatori | 83’ Aubameyang |

| Arbitro: | Manuel Gräfe |

|                                |           |  |
| Mxit'aryan 12’ Lewandowski 43’ | Marcatori |  |

| Arbitro: | Florian Meyer |

|  |           |                           |
|  | Marcatori | 107’ Robben 120+3’ Müller |

### UEFA Champions League

#### Fase a gironi
| Arbitro: | Pedro Proença |

|                         |           |                   |
| Higuaín 29’ Insigne 67’ | Marcatori | 89’ (aut.) Zúñiga |

| Arbitro: | David Fernández Borbalán |

|                                      |           |  |
| Lewandowski 19’, 79’ (rig.) Reus 52’ | Marcatori |  |

| Arbitro: | Jonas Eriksson |

|            |           |                                |
| Giroud 41’ | Marcatori | 16’ Mxit'aryan 82’ Lewandowski |

| Arbitro: | Björn Kuipers |

|  |           |            |
|  | Marcatori | 62’ Ramsey |

| Arbitro: | Carlos Velasco Carballo |

|                                                   |           |             |
| Reus 10’ (rig.) Błaszczykowski 60’ Aubameyang 78’ | Marcatori | 71’ Insigne |

| Arbitro: | Marijo Strahonja |

|             |           |                               |
| Diawara 14’ | Marcatori | 4’ Lewandowski 87’ Großkreutz |

#### Fase ad eliminazione diretta
| Arbitro: | William Collum |

|                           |           |                                            |
| Šatov 57’ Hulk 69’ (rig.) | Marcatori | 4’ Mxit'aryan 5’ Reus 61’, 71’ Lewandowski |

| Arbitro: | Alberto Undiano Mallenco |

|          |           |                     |
| Kehl 38’ | Marcatori | 16’ Hulk 73’ Rondón |

| Arbitro: | Mark Clattenburg |

|                                |           |  |
| Bale 3’ Isco 27’ C.Ronaldo 57’ | Marcatori |  |

| Arbitro: | Damir Skomina |

|               |           |  |
| Reus 24’, 37’ | Marcatori |  |

### DFL-Supercup
| Arbitro: | Jochen Drees |

|                                                 |           |                 |
| Reus 6’, 86’ Van Buyten 56’ (aut.) Gündoğan 57’ | Marcatori | 54’, 64’ Robben |

## Statistiche

### Statistiche di squadra
| Competizione          | Punti | In casa | In casa | In casa | In casa | In casa | In casa | In trasferta | In trasferta | In trasferta | In trasferta | In trasferta | In trasferta | Totale | Totale | Totale | Totale | Totale | Totale | DR  |
| Competizione          | Punti | G       | V       | N       | P       | Gf      | Gs      | G            | V            | N            | P            | Gf           | Gs           | G      | V      | N      | P      | Gf     | Gs     | DR  |
| --------------------- | ----- | ------- | ------- | ------- | ------- | ------- | ------- | ------------ | ------------ | ------------ | ------------ | ------------ | ------------ | ------ | ------ | ------ | ------ | ------ | ------ | --- |
| Fußball-Bundesliga    | 71    | 17      | 11      | 2       | 4       | 41      | 19      | 17           | 11           | 3            | 3            | 39           | 19           | 34     | 22     | 5      | 7      | 80     | 38     | +42 |
| DFB-Pokal             | -     | 1       | 1       | 0       | 0       | 2       | 0       | 4            | 4            | 0            | 0            | 8            | 0            | 4      | 4      | 0      | 0      | 10     | 0      | +10 |
| UEFA Champions League | 12    | 5       | 3       | 0       | 2       | 9       | 4       | 5            | 3            | 0            | 2            | 9            | 9            | 10     | 6      | 0      | 4      | 18     | 13     | +5  |
| DFL-Supercup          | -     | 1       | 1       | 0       | 0       | 4       | 2       | -            | -            | -            | -            | -            | -            | 1      | 1      | 0      | 0      | 4      | 2      | +2  |
| Totale                | -     | 24      | 16      | 2       | 6       | 56      | 24      | 26           | 18           | 3            | 5            | 56           | 28           | 50     | 34     | 5      | 11     | 112    | 53     | +59 |

### Andamento in campionato
| Giornata  | 1 | 2 | 3 | 4 | 5 | 6 | 7 | 8 | 9 | 10 | 11 | 12 | 13 | 14 | 15 | 16 | 17 | 18 | 19 | 20 | 21 | 22 | 23 | 24 | 25 | 26 | 27 | 28 | 29 | 30 | 31 | 32 | 33 | 34 |
| --------- | - | - | - | - | - | - | - | - | - | -- | -- | -- | -- | -- | -- | -- | -- | -- | -- | -- | -- | -- | -- | -- | -- | -- | -- | -- | -- | -- | -- | -- | -- | -- |
| Luogo     | T | C | C | T | C | T | C | T | C | T  | C  | T  | C  | T  | C  | T  | C  | C  | T  | T  | C  | T  | C  | T  | C  | T  | C  | T  | C  | T  | C  | T  | C  | T  |
| Risultato | V | V | V | V | V | N | V | P | V | V  | V  | P  | P  | V  | P  | N  | P  | N  | V  | V  | V  | P  | V  | V  | P  | V  | N  | V  | V  | V  | V  | N  | V  | V  |
| Posizione | 2 | 1 | 1 | 1 | 1 | 1 | 1 | 2 | 2 | 2  | 2  | 2  | 3  | 3  | 3  | 3  | 4  | 3  | 3  | 3  | 3  | 3  | 2  | 2  | 2  | 2  | 2  | 2  | 2  | 2  | 2  | 2  | 2  | 2  |

Legenda:

Luogo: C = Casa; T = Trasferta. Risultato: V = Vittoria; N = Pareggio; P = Sconfitta.

### Statistiche dei giocatori
Sono in corsivo i calciatori che hanno lasciato la società a stagione in corso.
| Giocatore           | Bundesliga | Bundesliga | Bundesliga  | Bundesliga | Coppa di Germania | Coppa di Germania | Coppa di Germania | Coppa di Germania | Champions League | Champions League | Champions League | Champions League | Supercoppa di Germania | Supercoppa di Germania | Supercoppa di Germania | Supercoppa di Germania | Totale   | Totale | Totale      | Totale     |
| Giocatore           | Presenze   | Reti       | Ammonizioni | Espulsioni | Presenze          | Reti              | Ammonizioni       | Espulsioni        | Presenze         | Reti             | Ammonizioni      | Espulsioni       | Presenze               | Reti                   | Ammonizioni            | Espulsioni             | Presenze | Reti   | Ammonizioni | Espulsioni |
| ------------------- | ---------- | ---------- | ----------- | ---------- | ----------------- | ----------------- | ----------------- | ----------------- | ---------------- | ---------------- | ---------------- | ---------------- | ---------------------- | ---------------------- | ---------------------- | ---------------------- | -------- | ------ | ----------- | ---------- |
| Z. Alomerović       | 0          | 0          | 0           | 0          | 0                 | 0                 | 0                 | 0                 | 0                | 0                | 0                | 0                | 0                      | 0                      | 0                      | 0                      | 0        | 0      | 0           | 0          |
| P. Aubameyang       | 32         | 13         | 1           | 0          | 5                 | 2                 | 2                 | 0                 | 9                | 1                | 1                | 0                | 1                      | 0                      | 0                      | 0                      | 47       | 16     | 4           | 0          |
| J. Bandowski        | 0          | 0          | 0           | 0          | 0                 | 0                 | 0                 | 0                 | 0                | 0                | 0                | 0                | 0                      | 0                      | 0                      | 0                      | 0        | 0      | 0           | 0          |
| S. Bender           | 19         | 1          | 2           | 0          | 2                 | 0                 | 0                 | 0                 | 5                | 0                | 2                | 0                | 1                      | 0                      | 0                      | 0                      | 27       | 1      | 4           | 0          |
| J. Błaszczykowski   | 16         | 2          | 0           | 0          | 2                 | 0                 | 1                 | 0                 | 6                | 1                | 0                | 0                | 1                      | 0                      | 0                      | 0                      | 25       | 3      | 1           | 0          |
| M. Ducksch          | 6          | 0          | 0           | 0          | 2                 | 1                 | 0                 | 0                 | 0                | 0                | 0                | 0                | 0                      | 0                      | 0                      | 0                      | 8        | 1      | 0           | 0          |
| E. Durm             | 19         | 0          | 0           | 0          | 3                 | 0                 | 0                 | 0                 | 7                | 0                | 0                | 0                | 0                      | 0                      | 0                      | 0                      | 29       | 0      | 0           | 0          |
| M. Friedrich        | 11         | 1          | 2           | 0          | 2                 | 0                 | 0                 | 0                 | 2                | 0                | 0                | 0                | 0                      | 0                      | 0                      | 0                      | 15       | 1      | 2           | 0          |
| K. Großkreutz       | 33         | 1          | 3           | 0          | 5                 | 1                 | 0                 | 0                 | 10               | 1                | 1                | 0                | 1                      | 0                      | 0                      | 0                      | 49       | 3      | 4           | 0          |
| I. Gündoğan         | 1          | 0          | 0           | 0          | 1                 | 0                 | 0                 | 0                 | 0                | 0                | 0                | 0                | 1                      | 1                      | 0                      | 0                      | 3        | 1      | 0           | 0          |
| K. Günter           | 1          | 0          | 0           | 0          | 0                 | 0                 | 0                 | 0                 | 0                | 0                | 0                | 0                | 0                      | 0                      | 0                      | 0                      | 1        | 0      | 0           | 0          |
| J. Hofmann          | 26         | 2          | 1           | 0          | 4                 | 1                 | 0                 | 0                 | 8                | 0                | 0                | 0                | 0                      | 0                      | 0                      | 0                      | 38       | 3      | 1           | 0          |
| M. Hummels          | 23         | 2          | 4           | 1          | 3                 | 0                 | 0                 | 0                 | 6                | 0                | 1                | 0                | 1                      | 0                      | 0                      | 0                      | 33       | 2      | 5           | 1          |
| M. Jojić            | 10         | 4          | 2           | 0          | 1                 | 0                 | 0                 | 0                 | 3                | 0                | 1                | 0                | 0                      | 0                      | 0                      | 0                      | 14       | 4      | 3           | 0          |
| S. Kehl             | 17         | 1          | 0           | 0          | 4                 | 0                 | 1                 | 0                 | 5                | 1                | 3                | 0                | 1                      | 0                      | 0                      | 0                      | 27       | 2      | 4           | 0          |
| O. Kirch            | 8          | 1          | 1           | 0          | 2                 | 0                 | 0                 | 0                 | 1                | 0                | 0                | 0                | 0                      | 0                      | 0                      | 0                      | 11       | 1      | 1           | 0          |
| M. Langerak         | 4          | 0          | 0           | 0          | 3                 | 0                 | 0                 | 0                 | 2                | 0                | 0                | 0                | 0                      | 0                      | 0                      | 0                      | 9        | 0      | 0           | 0          |
| R. Lewandowski      | 33         | 20         | 4           | 0          | 4                 | 2                 | 0                 | 0                 | 9                | 6                | 3                | 0                | 1                      | 0                      | 0                      | 0                      | 47       | 28     | 7           | 0          |
| H. Mxit'aryan       | 31         | 9          | 5           | 0          | 4                 | 2                 | 0                 | 0                 | 10               | 2                | 0                | 0                | 0                      | 0                      | 0                      | 0                      | 45       | 13     | 5           | 0          |
| S. Papastathopoulos | 28         | 1          | 6           | 1          | 4                 | 0                 | 1                 | 0                 | 8                | 0                | 0                | 0                | 1                      | 0                      | 0                      | 0                      | 41       | 1      | 7           | 1          |
| L. Piszczek         | 19         | 3          | 0           | 0          | 3                 | 0                 | 0                 | 0                 | 6                | 0                | 1                | 0                | 0                      | 0                      | 0                      | 0                      | 28       | 3      | 1           | 0          |
| M. Reus             | 30         | 16         | 5           | 0          | 3                 | 0                 | 0                 | 0                 | 9                | 5                | 2                | 0                | 1                      | 2                      | 0                      | 0                      | 43       | 23     | 7           | 0          |
| N. Şahin            | 34         | 2          | 4           | 0          | 3                 | 0                 | 0                 | 0                 | 9                | 0                | 0                | 0                | 1                      | 0                      | 0                      | 0                      | 47       | 2      | 4           | 0          |
| M. Sarr             | 2          | 0          | 1           | 0          | 0                 | 0                 | 0                 | 0                 | 1                | 0                | 1                | 0                | 0                      | 0                      | 0                      | 0                      | 3        | 0      | 2           | 0          |
| J. Schieber         | 12         | 0          | 0           | 0          | 4                 | 1                 | 0                 | 0                 | 4                | 0                | 0                | 0                | 0                      | 0                      | 0                      | 0                      | 20       | 1      | 0           | 0          |
| M. Schmelzer        | 19         | 1          | 1           | 0          | 2                 | 0                 | 1                 | 0                 | 5                | 0                | 1                | 0                | 1                      | 0                      | 0                      | 0                      | 27       | 1      | 3           | 0          |
| N. Subotić          | 10         | 0          | 1           | 0          | 1                 | 0                 | 0                 | 0                 | 4                | 0                | 1                | 0                | 1                      | 0                      | 0                      | 0                      | 16       | 0      | 2           | 0          |
| R. Weidenfeller     | 30         | 0          | 1           | 0          | 2                 | 0                 | 0                 | 0                 | 9                | 0                | 0                | 1                | 1                      | 0                      | 0                      | 0                      | 42       | 0      | 1           | 1          |

## Giovanili

### Organigramma
Organigramma dell'area sportiva, tratto dal sito ufficiale, aggiornato al 1º luglio 2013.
Area tecnica
- Responsabile:David Wagner
- Assistente allenatore: Christoph Bühler
- Allenatore dei portieri:  Matthias Kleinsteiber
- Preparatore atletico: Martin Spohrer

Area sanitaria
- Fisioterapisti: Mike Muretic, Swantje Thomßen
- Kit Managers:Paul Jankowski, Harald Völkel